# Зґвалтування під час окупації Німеччини

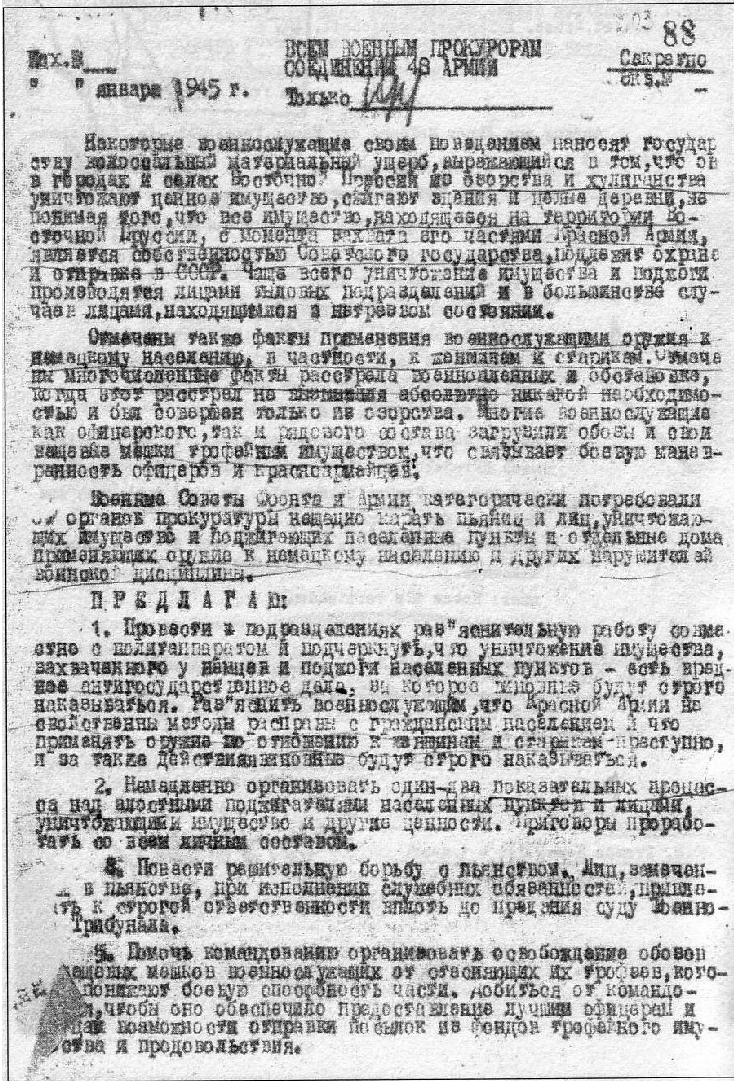
Наказ всім військовим прокуратурам 48 армії вжити заходів щодо недопущення актів насильства радянських військовослужбовців щодо цивільного населення Східної Пруссії

Масові зґвалтування німецьких жінок солдатами військ союзників у 1944-1945, на шляху у Третій Рейх були здійснені Червоною армією, що оцінюються від десятків тисяч до 2 млн, як «найбільший феномен масових зґвалтувань в історії». Радянські солдати ґвалтували «кожну німецьку жінку у віці від 8 до 80». Також численні випадки зґвалтувань американськими військами та солдатами британської армії, частково французькими військами.

## Масштаби
Більшість злочинів було скоєно в зоні радянської окупації. Враховуючи кількість абортів у наступні місяці та сучасних медичних досліджень, вважається, що близько 100 000 жінок було зґвалтовано лише в Берліні і близько 10 тисяч жінок загинуло внаслідок абортів. Британський історик Бівор Ентоні описує трагедію як «найбільший феномен масових зґвалтувань в історії», і робить висновок, що принаймні 1,4 мільйона жінок зґвалтували лише у Східній Пруссії, Померанії і Сілезії. Згідно з даними Наталії Гессе, військової кореспондентки, «російські солдати ґвалтували кожну німецьку жінку у віці від 8 до 80».
У Троєнбрітцені, під час святкування «дня перемоги» зґвалтували безліч місцевих дівчат. Тоді ж був убитий невідомими підполковник Червоної армії. Після чого 1 травня 1945 року принаймні 88 мешканців чоловічої статі були арештовані та розстріляні радянською окупаційною владою. Деякі джерела стверджують, що, можливо, під час інциденту було вбито більше 1000 цивільних.
В Угорщині, починаючи з лютого 1945 року, командування армій намагається стримати сексуальні злочини. До того часу вже тисячі угорських жінок зґвалтовано солдатами червоної армії. Окремі містечка та села, в яких чинився спротив, було прицільно віддано червоноармійцям на три дні на грабунок та згвалтування. Тільки у зайнятому військами РСЧА Будапешті, за оцінкою істориків, було зґвалтовано понад 50 тисяч жінок.
Після літа 1945 року радянські солдати, що ґвалтували цивільних, підлягали покаранню в деякій мірі, проте зґвалтування тривали до зими 1947-48 років, коли радянська окупаційна влада нарешті обмежила присутність радянських військ лише для охорони постів і таборів, повністю відділивши їх від місцевого населення в радянській зоні окупації Німеччини.

## Історична полеміка
В пострадянських країнах існує суперечка щодо оцінки цих злочинів. Російські історики і уряд гостро критикують спроби звинувачення радянських солдат у зґвалтуваннях. Вони вважають, що оцінка кількості жертв базується на неправильній методиці підрахунку й сумнівних джерелах. Вони вважають, що хоча і були ексцеси і випадки жорстокості, в цілому червоноармійці ставилися до населення колишнього Рейху з повагою і лояльністю.
Англійський історик Річард Овері піддав критиці відмову російських істориків визнавати військові злочини червоноармійців, скоєні під час війни. На його думку, «частково це відбувається тому, що вони відчувають їх як виправдану помсту ворогові, що вчинив набагато гірше, а частково й тому, що вони писали історію переможців».
У повоєнній Німеччині, особливо Західній, оповідання про зґвалтування воєнних часів стали невід'ємною частиною політичного дискурсу. Зґвалтування німецьких жінок (разом з вигнанням німців зі Східної Пруссії) були універсальним способом представити німецьке населення жертвами. Проте з кінця 1960-х років лівими німецькими політиками проводилася політика, спрямована на засудження нацистського минулого, і критику прагнень зобразити себе жертвами, а не злочинцями.